# Mysmenopsis ischnamigo
Mysmenopsis ischnamigo là một loài nhện trong họ Mysmenidae.
Loài này thuộc chi Mysmenopsis. Mysmenopsis ischnamigo được Norman I. Platnick & Mohammad U. Shadab miêu tả năm 1978.